# USS Wasp (CV-18)

USS Wasp (CV/CVA/CVS-18) var ett av 24 hangarfartyg av Essex-klass som byggdes för amerikanska flottan under andra världskriget. Fartyget, det nionde i amerikanska flottan med det namnet, bar ursprungligen namnet Oriskany men namnändrades under konstruktionen i minne åt den tidigare Wasp (CV-7) som sänktes den 15 september 1942. Wasp togs i tjänst i november 1943 och deltog i flera strider i Stillahavskriget och mottog åtta battle stars. Liksom många av hennes systerfartyg togs hon ur tjänst efter krigsslutet men moderniserades och togs åter i tjänst i början av 1950-talet som ett attackhangarfartyg (CVA) och blev så småningom ett ubåtsjakthangarfartyg (CVS). Under hennes andra tjänstgöringsperiod opererade hon huvudsakligen i Atlanten, Medelhavet och Karibien. Hon spelade en framträdande roll i det bemannade rymdprogrammet då hon fungerade som återhämtningsfartyg för tre rymduppdrag: Gemini VI, VII och IX. Wasp utrangerades 1972 och såldes som skrot 1973.